# Old School Lovin'
Old School Lovin' är en låt framförd av den amerikanska sångaren och låtskrivaren Chanté Moore, inspelad till hennes andra studioalbum A Love Supreme (1994).

## Kommersiell respons
Efter utgivningen var "Old School Lovin' den mest tillagda nya singeln ("most added") i R&B-radiostationers spellistor i USA.

## Topplistor

### Veckolistor
| Lista (1994-1995)               | Topplacering |
| ------------------------------- | ------------ |
| USA Hot R&B Singles (Billboard) | 19           |
| USA Adult R&B Songs (Billboard) | 13           |
| USA Top Urban (Gavin Report)    | 10           |